# Ion Martinovici
Ion Martinovici (n. 1820-d.1882) comerciant al Bucureștiului.

## Viața
Născut la 1820 în localitatea Satul-Lung (în prezent Săcele, Brașov), este nepotul preotului Martinovici din sat.

## Cariera
Face practică comercială la Casa de Comerț George Ioan din Brașov.
În anul 1849 se stabilește în București ca negustor la firma înființata împreună cu George Assan: "Martinovici et Assan", firmă importatoare de coloniale. Magazinul era numit in oraș "Magazinul de spițărie si băcănia nobilă".
Magazinul era asezat in strada Lipscani colț cu strada Smârdan ca dupa cațiva ani sa fie mutat in hanul Șerban-Vodă.
Fiind un filantrop susține scoala română din Brașov.
In anul 1865 se desparte de George Assan continuând pe cont propiu.